# 迪爾施魏恩納布河

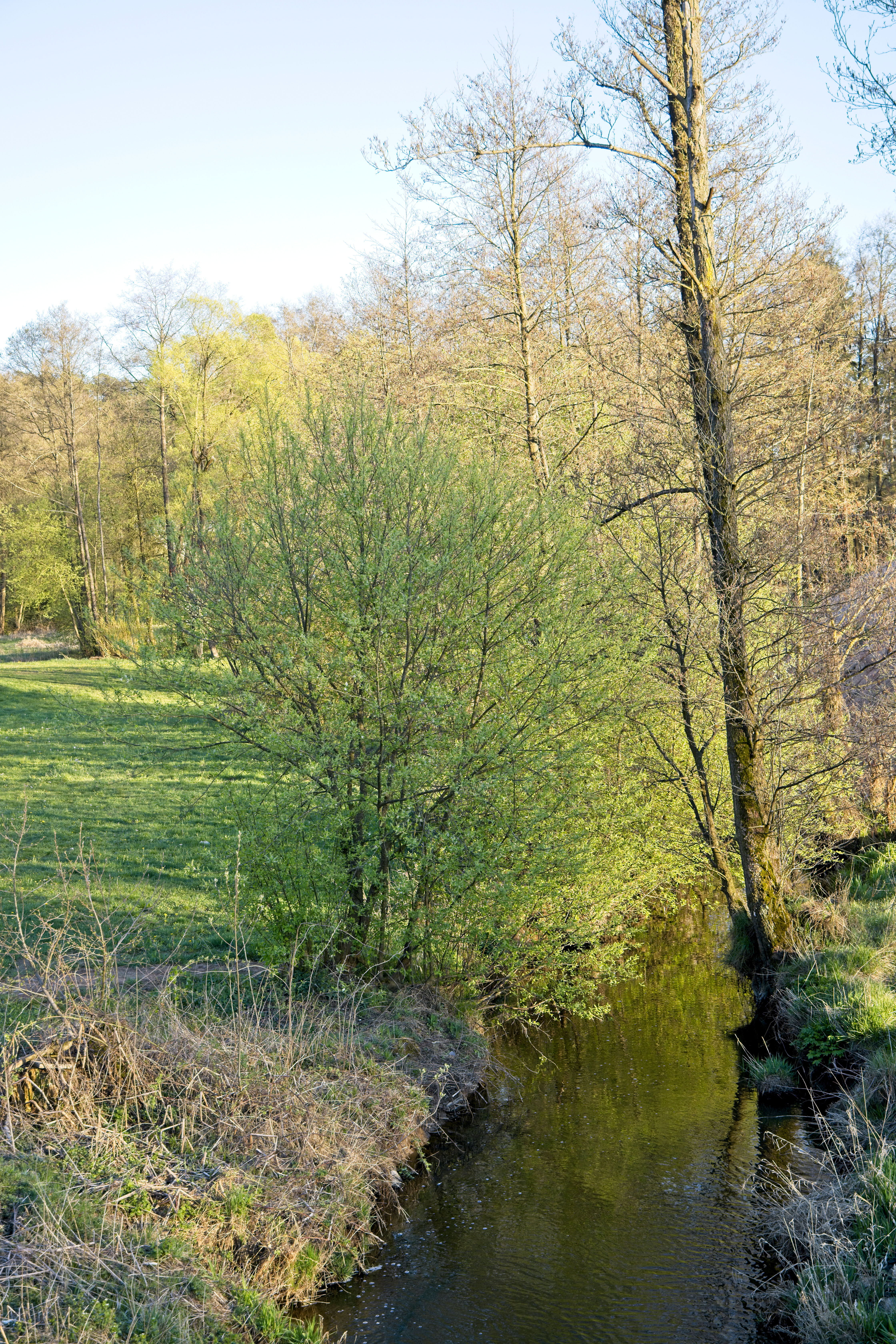

49°43′9.6″N 12°8′48.05″E / 49.719333°N 12.1466806°E
迪爾施魏恩納布河（德語：Dürrschweinnaab），是德國的河流，位於該國東南部，由巴伐利亞負責管轄，屬於紹爾巴赫河的右支流，河道全長5公里，河口處在瓦爾德納布河畔阿爾滕施塔特。